# Bredsik
Bredsik (Coregonus nasus) är en fiskart som först beskrevs av Pallas, 1776.  Bredsik ingår i släktet Coregonus och familjen laxfiskar. IUCN kategoriserar arten globalt som livskraftig. Inga underarter finns listade.